# Shamsa bint Suhail Al Mazrouei
Jequesa Shamsa bint Suhail Al Mazrouei (en árabe: الشيخة شمسة بـنت سهيل المزروعي‎) es la primera esposa del anterior Presidente de los Emiratos Árabes Unidos y Emir de Abu Dabi, el Jeque Jalifa bin Zayed Al Nahayan.

## Familia
Es la madre de:
- Jeque Sultán.
- Jeque Mohamed.
- Jequesa Sheikha.
- Jequesa Mouza.
- Jequesa Osha.
- Jequesa Salama, esposa del Jeque Mansour bin Tahnoun Al Nahyan.[1]
- Jequesa Shamma.
- Jequesa Latifa.